# 安娜贝格
安娜贝格是奥地利下奥地利州利林费尔德县的一个市镇。总面积63.48平方公里，总人口670人，人口密度10.6人/平方公里（2005年）。